# Marc Pugh
Marc Pugh (Bacup, 2 aprile 1987) è un ex calciatore inglese, di ruolo centrocampista.

## Caratteristiche tecniche
Esterno sinistro, può giocare sia come esterno destro sia come ala sinistra.

## Palmarès

### Club

#### Competizioni nazionali
- Football League Championship: 1

Bournemouth: 2014-2015